# Narajangondźo
Narajangondźo (beng. নারায়ণগঞ্জ, ang. Narayanganj) – miasto w Bangladeszu. Liczy ok. 1 mln. 613 tys. mieszkańców.